# Emily Overholt

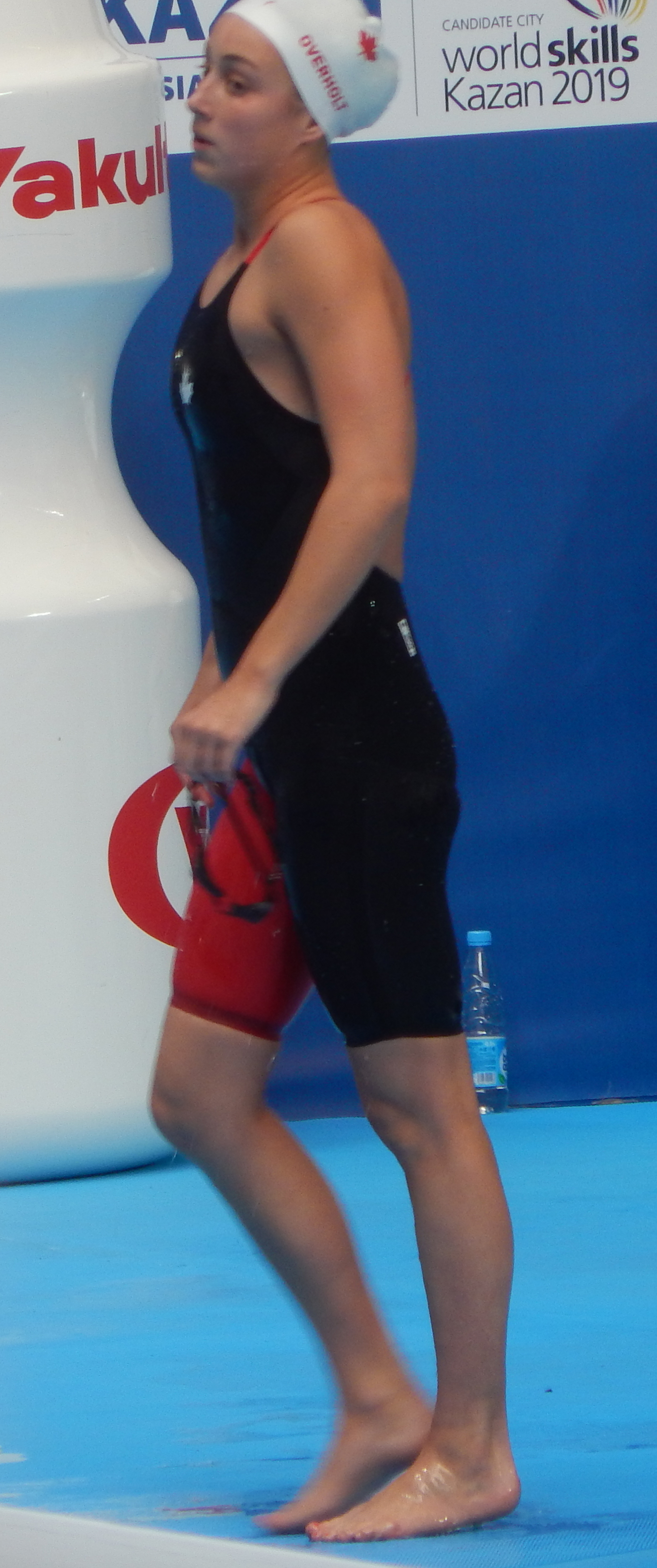
Emily Overholt 2015 bei den Weltmeisterschaften in Kasan

Emily Overholt (* 4. Oktober 1997 in Vancouver) ist eine ehemalige kanadische Schwimmerin. Sie gewann bei Olympischen Spielen eine Bronzemedaille und bei Weltmeisterschaften zwei Bronzemedaillen. Hinzu kam je einmal Gold, Silber und Bronze bei den Panamerikanischen Spielen und einmal Silber bei den Commonwealth Games.

## Sportliche Karriere
Die 1,70 Meter große Emily Overholt studierte an der University of British Columbia und schwamm für deren Schwimmteam.
Bei den Juniorenweltmeisterschaften 2013 wurde Overholt über 400 Meter Lagen Dritte. Mit beiden Freistilstaffeln belegte sie den vierten Platz.
Im Juli 2014 bei den Commonwealth Games in Glasgow wurde Overholt Fünfte über 400 Meter Lagen. Mit der kanadischen 4-mal-200-Meter-Freistilstaffel wurde Overholt Zweite hinter den Australierinnen. Einen Monat später bei den Pan Pacific Swimming Championships 2014 in Gold Coast wurde Overholt über 400 Meter Lagen Sechste. Die 4-mal-200-Meter-Freistilstaffel mit Brittany MacLean, Samantha Cheverton, Alyson Ackman und Emily Overholt schlug als Dritte hinter dem US-Quartett und den Australierinnen an. Ende des Jahres bei den Kurzbahnweltmeisterschaften 2014 in Doha trat Overholt auf drei Lagendistanzen und zwei Freistildistanzen an, schied aber jeweils im Vorlauf aus.
2015 war Toronto Austragungsort der Panamerikanischen Spiele. Über 200 Meter Freistil schlug Overholt als Zweite hinter Allison Schmitt aus den Vereinigten Staaten an. Mit der 4-mal-200-Meter-Freistilstaffel gewann Overholt die Bronzemedaille. Schließlich siegte sie über 400 Meter Freistil mit 0,25 Sekunden Vorsprung vor der Venezolanerin Andreina Pinto. Bei den Weltmeisterschaften 2015 in Kasan schied Overholt über 200 Meter Freistil und über 400 Meter Freistil im Vorlauf aus. Die 4-mal-200-Meter-Freistilstaffel verfehlte als Vorlaufelfte ebenfalls den Endlauf. Über 400 Meter Lagen siegte die Ungarin Katinka Hosszú vor Maya DiRado aus den Vereinigten Staaten. Mit 0,81 Sekunden Rückstand auf DiRado und über zwei Sekunden Vorsprung auf die Britin Hannah Miley erschwamm Overton die Bronzemedaille.
Im Jahr darauf bei den Olympischen Spielen 2016 in Rio de Janeiro erreichte Overholt das Finale über 400 Meter Lagen mit der achtbesten Vorlaufzeit und 0,31 Sekunden Vorsprung auf die Neunte. Im Endlauf verbesserte sich Overholt gegenüber dem Vorlauf und belegte den fünften Platz mit über zwei Sekunden Rückstand auf die drittplatzierte Spanierin Mireia Belmonte. Über 400 Meter Freistil schied Overholt als 25. der Vorläufe aus. Die 4-mal-200-Meter-Freistilstaffel mit Katerine Savard, Taylor Ruck, Emily Overholt und Kennedy Goss erreichte das Finale mit der sechstschnellsten Vorlaufzeit. Im Endlauf waren Katerine Savard, Taylor Ruck, Brittany MacLean und Penny Oleksiak 6,6 Sekunden schneller als die Vorlaufstaffel und schlugen als Dritte hinter der Staffel aus den Vereinigten Staaten und den Australierinnen an. Alle sechs eingesetzten Schwimmerinnen erhielten eine Bronzemedaille.
Nach einem Jahr Pause war Emily Overholt bei den Pan Pacific Swimming Championships 2018 wieder am Start. Sowohl über 400 Meter Lagen als auch über 400 Meter Freistil schlug sie als Fünfte an.
Bei den Weltmeisterschaften 2019 in Gwangju erreichte die 4-mal-200-Meter-Freistilstaffel mit Emma O’Croinin, Rebecca Smith, Emily Overholt und Kayla Sanchez das Ziel mit der sechstbesten Vorlaufzeit. Im Finale wurden Kayla Sanchez, Taylor Ruck, Emily Overholt und Penny Oleksiak Dritte mit einer um mehr als zehn Sekunden schnelleren Zeit als im Vorlauf, lagen aber zweieinhalb Sekunden hinter dem US-Quartett, das Silber gewann. Über 400 Meter Lagen belegte Overholt den fünften Platz und lag damit einen Rang hinter ihrer Landsfrau Sydney Pickrem.
2021 erreichte Overholt nicht die geforderten Zeiten für die Olympiaqualifikation und beendete dann ihre Karriere.